# Fritz Clemens Werner
Fritz Clemens Werner (* 20. Mai 1896 in Leipzig; † 29. Juni 1975 ebenda) war ein deutscher Zoologe und Hochschullehrer an der Universität Leipzig.

## Leben
Werner studierte Zoologie, Botanik und Chemie. Ca. 20 Jahre lang war er Forscher an medizinischen Instituten. Er wurde 1948 Universitätsdozent in Leipzig und 1949 Professor mit Lehrauftrag. 1949 bis 1952 war er kommissarischer Direktor des Zoologischen Universitätsinstituts. 1961 wurde er emeritiert.

## Wirken
Bereits während seines Studiums legte Werner sich eine Kartei mit einer Sammlung lateinischer, griechischer und anderer Wortbestandteile an. Diese Sammlung ergänzte er während seiner Forschungstätigkeit an den medizinischen Instituten. Er ist Verfasser des in Fachkreisen weit verbreiteten Nachschlagewerks Wortelemente lateinisch-griechischer Fachausdrücke in den biologischen Wissenschaften, das erstmals 1956 erschienen ist und vor allem für Biologen, Mediziner und Veterinärmediziner gedacht ist – besonders für Studierende der Biologie, der Medizin und der Veterinärmedizin und vor allem für diejenigen, die in ihrer Schulzeit keinen Latein- oder Griechisch-Unterricht hatten, im Studium aber mit einer Fülle von Fachausdrücken, die aus griechischen und lateinischen Wortbestandteilen zusammengesetzt sind, konfrontiert werden. Verfasst hatte er es aufgrund einer Materialsammlung, mit der er bereits vor Jahrzehnten begonnen hatte.

## Werke
- Das Labyrinth. Bau, Funktionen und Krankheiten des Innenohres. G. Thieme, Leipzig 1940
- Das Gehörorgan der Wirbeltiere und des Menschen. Thieme, Leipzig 1960
- Wortelemente lateinisch-griechischer Fachausdrücke in der Biologie, Zoologie und vergleichenden Anatomie. Geest & Portig, Leipzig 1956
- Wortelemente lateinisch-griechischer Fachausdrücke in den biologischen Wissenschaften. Akademische Verlagsgesellschaft Geest & Portig, Leipzig 1961 (2., erweiterte und verbesserte Auflage)
- Wortelemente lateinisch-griechischer Fachausdrücke in den biologischen Wissenschaften. suhrkamp taschenbuch, 64. Frankfurt/Main 1972 (1. Auflage); 2003 (9. Auflage); ISBN 3-518-36564-9
- Die Benennung der Organismen und Organe nach Größe, Form, Farbe und anderen Merkmalen. Niemeyer, Halle (Saale) 1970
- Die Kopf- und Körperhaltung und das Gleichgewichtsorgan der Wirbeltiere. Fischer, Jena 1975
- (als Hrsg.): Terminologie der Naturwissenschaften und Medizin und ihrer Probleme. Halle (Saale)